# Sulzberg (Allgäuer Alpen)
Der Sulzberg, in Deutschland meist Hochsträß genannt, ist ein langgezogener Bergrücken im österreichischen Bundesland Vorarlberg und im deutschen Bundesland Bayern. Er liegt in den Allgäuer Alpen im weiteren Sinn und ist Teil der Allgäuer Voralpen westlich der Iller. Andere Einteilungen zählen ihn zu den Nagelfluhhöhen und Senken zwischen Bodensee und Wertach. Die höchste Erhebung ist 1040 m hoch und heißt Sulzberg oder Hochsträß. An dieser Stelle ist eine kleine Hütte, ein ehemaliges Grenzhaus. Diese Stelle ist knapp an der Staatsgrenze auf deutschem Boden. Die österreichische Gemeinde auf dem Berg heißt ebenfalls Sulzberg.

## Lage
Der österreichische Teil ist ident mit dem Gemeindegebiet von Doren und Sulzberg. Doren liegt am Südhang, Sulzberg liegt oben auf dem Bergrücken, die zu Sulzberg gehörende Ortschaft Thal liegt am Nordwesthang im Tal der Rotach. Der deutsche Teil liegt in den Gemeinden Weiler-Simmerberg und Oberreute. Die Umgrenzung ist von Norden im Uhrzeigersinn entlang der Linie Oberreute Zentrum – Eibelebach – Weißach – Bregenzer Ach – Rotach. 
|                   | Alpenvorland                | Sonneneck Hauchenberg                  |
| Pfänderstock      |                             | Salmaser Höhe Prodel-Kojen-Schichtkamm |
| Schneiderkopfkamm | Lorenaberge im engeren Sinn | Hochgratkette                          |

Die Nagelfluh-Schichtkämme ziehen alle von Südwest nach Nordost. An manchen Stellen haben Flüsse die Schichtkämme durchbrochen (Durchbruchstäler). Einer dieser Schichtkämme geht vom Schneiderkopfkamm über den Sulzberg und fächert sich dann auf die drei Kämme Sonneneck, Hauchenberg und Salmaser Höhe auf.

## Geologie
Der Sulzberg liegt in der Molassezone. Der westliche Teil besteht aus Granitischen Molasse (Glaukonitsandsteine und zwischengelagerte Mergel).
Der östliche Teil gehört geologisch zur Kojen Formation mit Nagelfluh, Sandstein und Mergel.
Im deutschen Teil ist die Hausbachklamm, ein bekanntes Geotop mit Auswaschungen und Strudeltöpfen aus Sandstein und Nagelfluhgestein.

## Naturschutzgebiete und Biotope
Das Wildrosenmoos ist ein Großraumbiotop mit Feuchtwiesen und Mooren, viele seltene und geschützte Tier- und Pflanzenarten finden hier einen geeigneten Lebensraum. Der Oberlauf des Eyenbaches mäandert durch das Moor. Hier gibt es die in Vorarlberg vom Aussterben bedrohten Arten Sparrige Binse (Juncus squarrosus) und Hundsstraußgras (Agrostis canina).
Das Naturschutzgebiet Trogener Moore ist nicht erschlossen und unzugänglich. Im ganzen Gebiet gibt es zahlreiche Hochmoore, Auwälder, Tobelwälder und Streuewiesen, die als Biotope geschützt sind.
Der österreichische Teil des Sulzbergs ist Teil des Naturparks Nagelfluhkette.

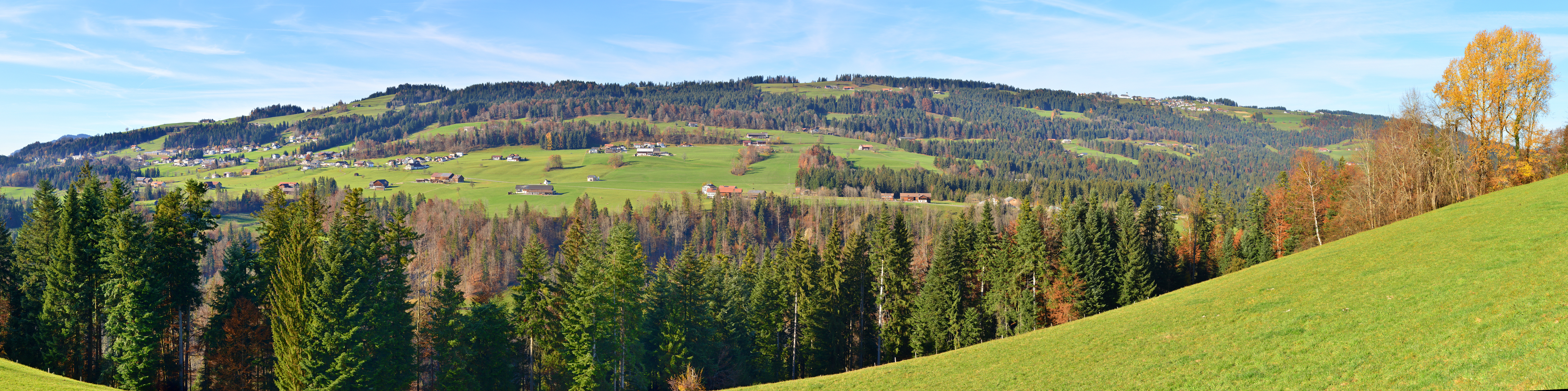
Panorama von Süden: Gemeinde Doren, Bergrücken Sulzberg

## Tourismus
Auf dem Bergrücken kann man Wandern, Radfahren und Mountainbiken, im Winter Langlaufen und Schneeschuhwandern. Das Hochmoor Wildrosenmoos mit einem kleinen See und die Hausbachklamm können durchwandert werden. 
Ein grenzüberschreitender Naturlehrpfad mit handgemalten Schautafeln ist besonders familienfreundlich.

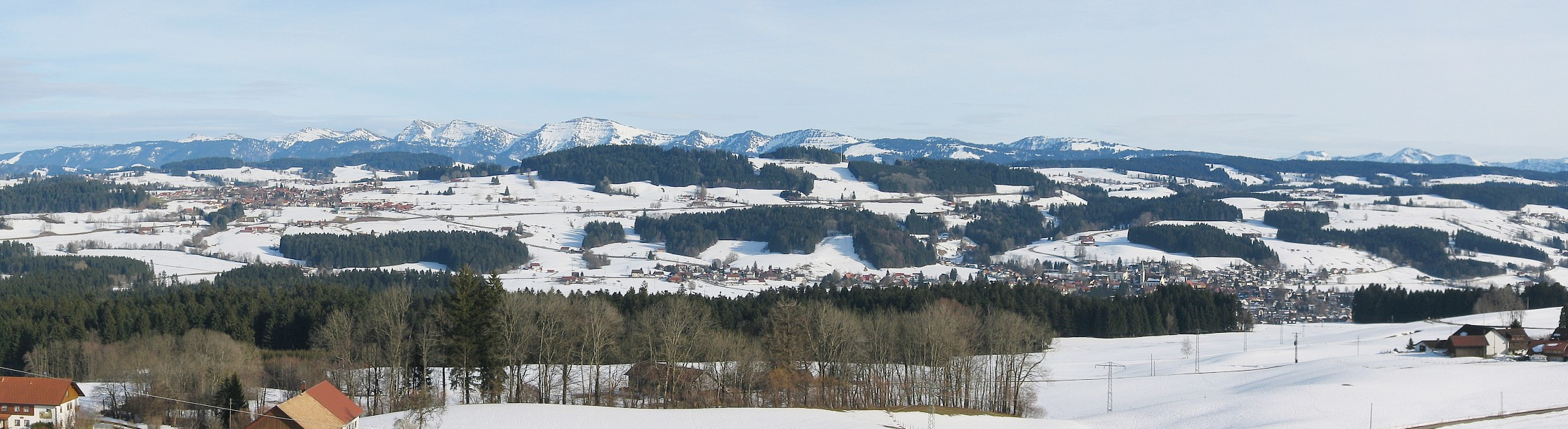
Panorama von Nordosten nahe Lindenberg: Von vorne nach hinten sieht man Weiler-Simmerberg, der Bergrücken Sulzberg, Nagelfluhkette